# Ле-Вибаль
Ле-Виба́ль (фр. Le Vibal, окс. Lo Bisbal) — коммуна во Франции, находится в регионе Окситания. Департамент — Аверон. Входит в состав кантона Пон-де-Салар. Округ коммуны — Родез.
Код INSEE коммуны — 12297.
Коммуна расположена приблизительно в 510 км к югу от Парижа, в 135 км северо-восточнее Тулузы, в 15 км к востоку от Родеза.

## Население
Население коммуны на 2008 год составляло 482 человека.
| 1962 | 1968 | 1975 | 1982 | 1990 | 1999 | 2008 |
| ---- | ---- | ---- | ---- | ---- | ---- | ---- |
| 491  | 558  | 522  | 488  | 449  | 449  | 482  |

## Экономика
В 2007 году среди 292 человек в трудоспособном возрасте (15—64 лет) 214 были экономически активными, 78 — неактивными (показатель активности — 73,3 %, в 1999 году было 73,6 %). Из 214 активных работали 202 человека (109 мужчин и 93 женщины), безработных было 12 (5 мужчин и 7 женщин). Среди 78 неактивных 17 человек были учениками или студентами, 44 — пенсионерами, 17 были неактивными по другим причинам.

## Достопримечательности
- Церковь Сен-Мартен-де-Кормьер (XV—XVI века). Памятник истории с 1988 года[3]

## Фотогалерея

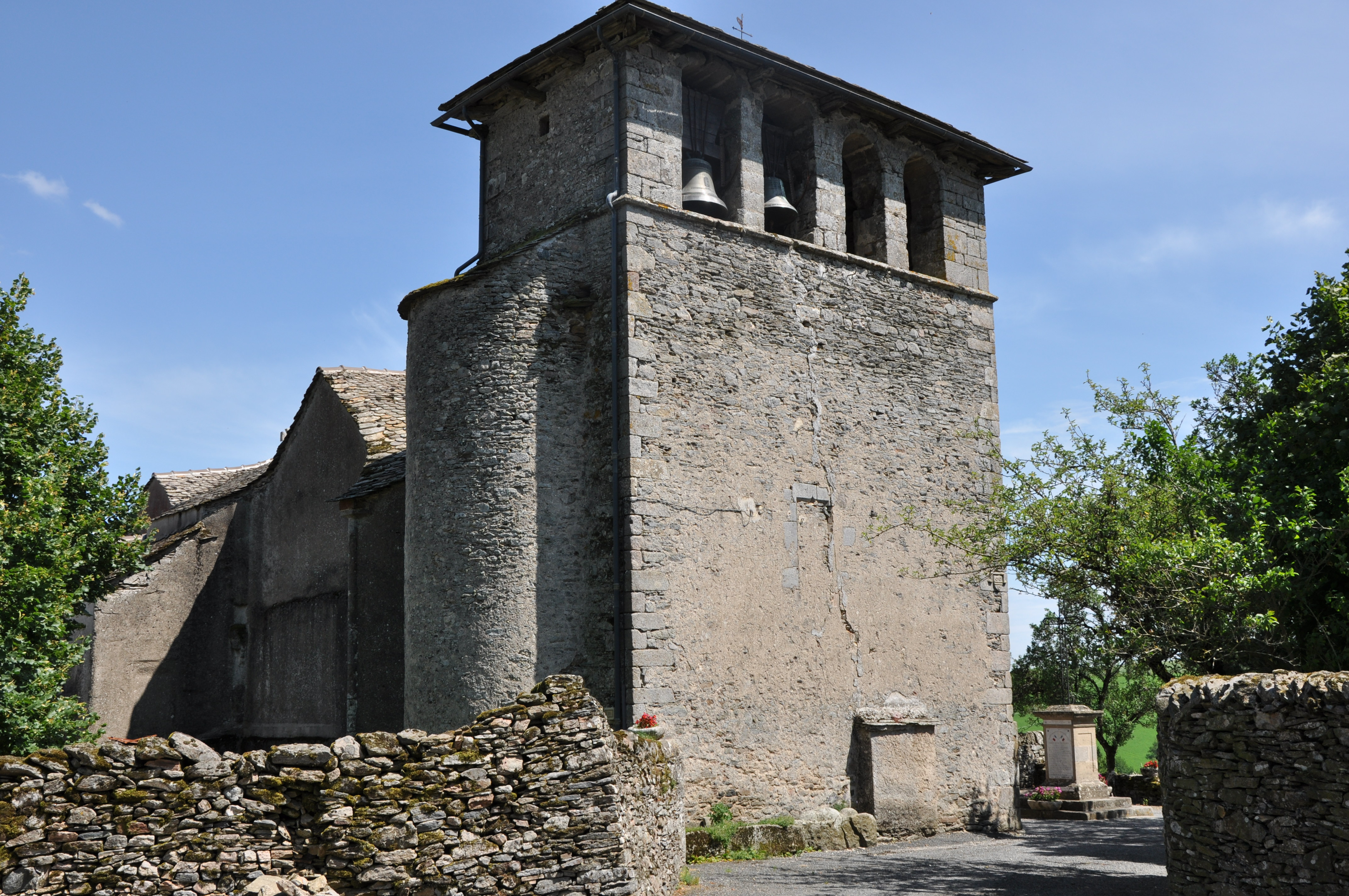
Церковь Сен-Мартен-де-Кормьер
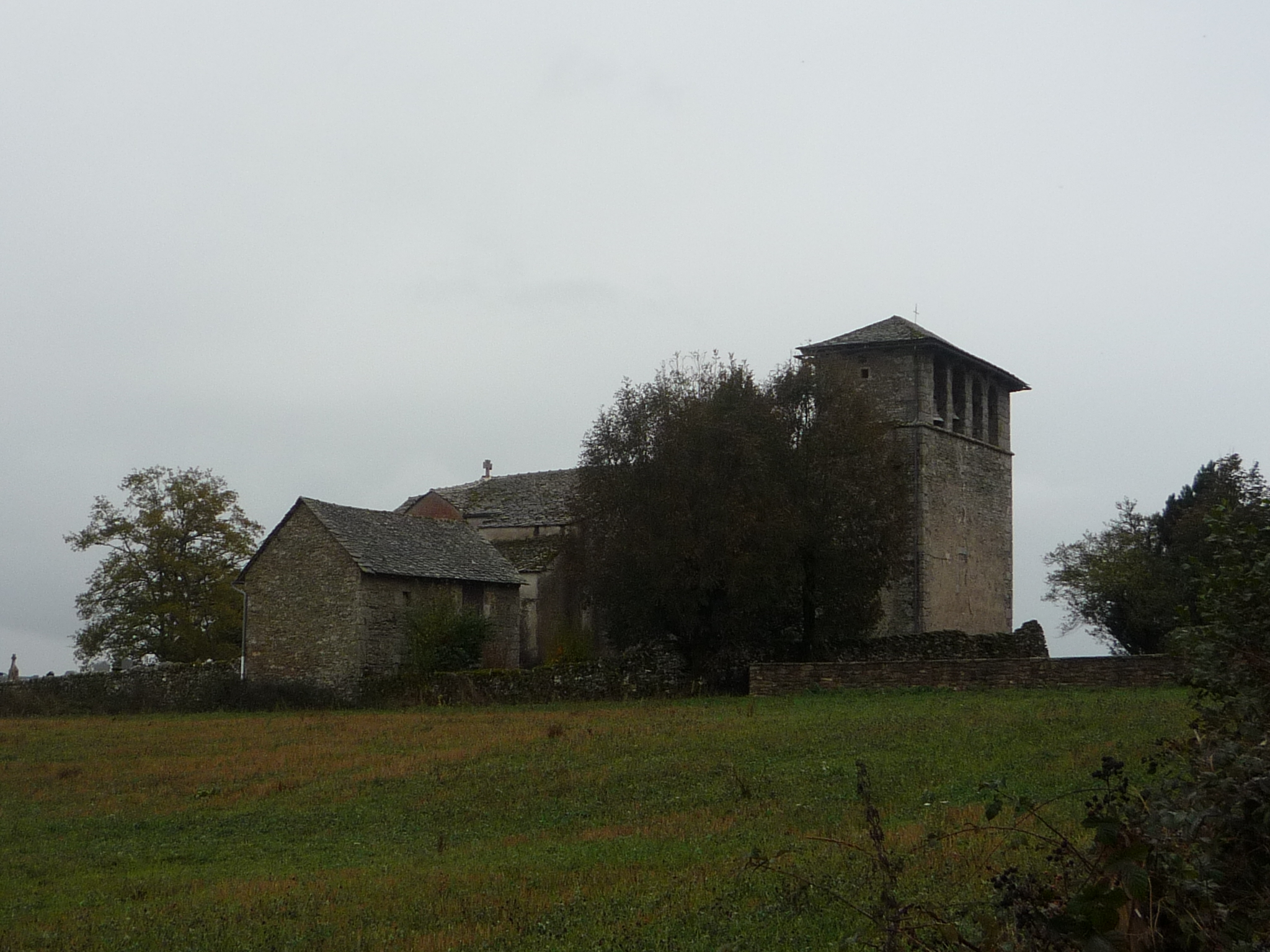
Церковь Сен-Мартен-де-Кормьер
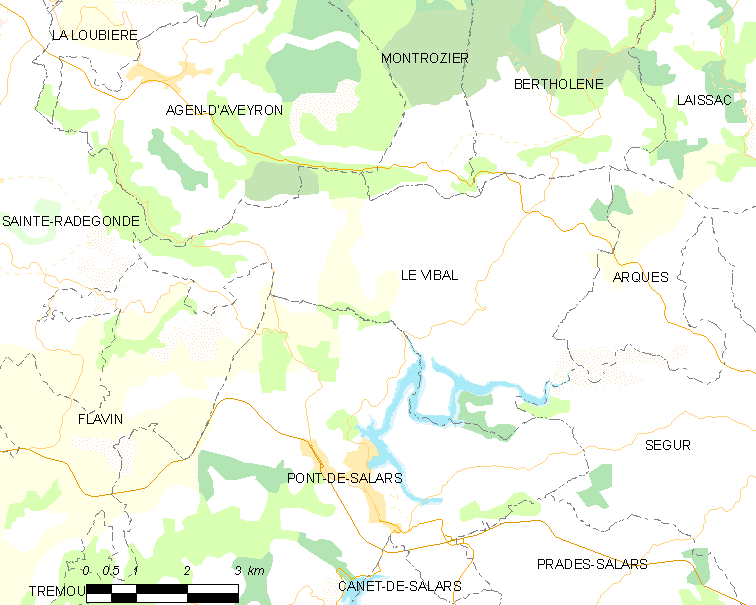
Карта коммуны